# Cladoniàcies
Cladoniaceae són una família de fongs liquenitzats dins l'ordre Lecanorales. La molsa dels rens (Cladonia rangiferina) i els líquens del gènere Cladonia, pertanyen a aquesta família.

## Gèneres
- Calathaspis
- Carassea
- Cetradonia
- Cladia
- Cladonia
- Gymnoderma
- Heterodea
- Heteromyces
- Metus
- Myelorrhiza
- Notocladonia
- Pilophorus
- Pycnothelia
- Sphaerophoropsis
- Squamella
- Thysanothecium